# Bourbon (Indiana)
Bourbon es un pueblo ubicado en el condado de Marshall en el estado estadounidense de Indiana. En el Censo de 2010 tenía una población de 1810 habitantes y una densidad poblacional de 701,65 personas por km².

## Geografía
Bourbon se encuentra ubicado en las coordenadas 41°17′52″N 86°7′5″O / 41.29778, -86.11806. Según la Oficina del Censo de los Estados Unidos, Bourbon tiene una superficie total de 2.58 km², de la cual 2.57 km² corresponden a tierra firme y (0.4%) 0.01 km² es agua.

## Demografía
Según el censo de 2010, había 1810 personas residiendo en Bourbon. La densidad de población era de 701,65 hab./km². De los 1810 habitantes, Bourbon estaba compuesto por el 96.74% blancos, el 0.33% eran afroamericanos, el 0.11% eran amerindios, el 0.55% eran asiáticos, el 0% eran isleños del Pacífico, el 1.22% eran de otras razas y el 1.05% pertenecían a dos o más razas. Del total de la población el 4.97% eran hispanos o latinos de cualquier raza.